# Mrkopalj
Mrkopalj je naselje na Hrvaškem, ki je središče občine Mrkopalj v Primorsko-goranski županiji.

## Lega
Mrkopalj (prej Berkopalj), naselje, občinsko središče, lovsko in turistično središče v Gorskem kotarju. Leži na Mrkopaljskem polju na nadmorski višini 820 m v zahodnem delu vznožja gorskega masiva Velike Kapele okoli 10 km jugovzhodno od Lokev. Mrkopalj je izhodišče za izlete v strogi naravni rezervat Bele in Samarske stene. Območje občine Mrkopalj obsega tudi najvišje ležeče stalno naselje na Hrvaškem, Begovo Razdolje. 

## Zgodovina
V starih listinah se kraj prvič omenja leta 1477 v listini hrvaškega kneza Martina II. Frankopana. V naselju so ruševine cerkvice iz 15. stoletja ter župnijska cerkev Blažene Djevice Marije Žalostne postavljene leta 1854. Leta 1727 so skozi naselje zgradili Karolinsko cesto Karlovec–Reka. Z ukazom cesarja Jožefa II. je Mrkopalj 14. marca 1785 dobil trgovske pravice, grb in pečat. Tu so leta 1914 priredili prvo hrvaško tekmovanje v teku na smučeh. Tudi sedaj vsako leto meseca februarja organizirajo tekmovanje v nordijskem smučanju za prvenstvo Hrvaške. Na bližnji Matić poljani, do katere vodi pot iz naselja Tuk Vojni stoji spominsko obeležje, ki spominja na 26 partizanov 2. brigade 13. primorsko-goranske divizije, kateri  so na tem mestu februarja 1944 zmrznili pri temperaturi –27 °C.

## Demografija
|  | 2065 | 1909 | 2063 | 2052 | 2030 | 2001 | 1631 | 1732 | 1700 | 1823 | 1590 | 1450 | 1222 | 1196 | 923  | 755  | 557  |
|  | 1857 | 1869 | 1880 | 1890 | 1900 | 1910 | 1921 | 1931 | 1948 | 1953 | 1961 | 1971 | 1981 | 1991 | 2001 | 2011 | 2021 |

### Občina Mrkopalj
Pod Občino Mrkopalj spada poleg istoimenskega mesta še pet naselij: Begovo Razdolje, Brestova Draga, Sunger, Tuk Mrkopaljski in Tuk Vojni.
|  | 3427 | 3321 | 3607 | 3637 | 3790 | 3583 | 2931 | 3168 | 3007 | 3046 | 2650 | 2352 | 2002 | 1823 | 1407 | 1214 | 924  |
|  | 1857 | 1869 | 1880 | 1890 | 1900 | 1910 | 1921 | 1931 | 1948 | 1953 | 1961 | 1971 | 1981 | 1991 | 2001 | 2011 | 2021 |